# Ebina
Ebina (Japans: 海老名市, Ebina-shi) is een stad in de prefectuur Kanagawa in Japan. De oppervlakte van deze stad is 26,48 km² en begin 2010 heeft de stad ruim 127.000 inwoners. De rivier Sagami stroomt van noord naar zuid door de stad.

## Geschiedenis
De oudste in Ebina gevonden ruïnes zijn meer dan 30.000 jaar oud en dateren dus van voor de steentijd.
De Sagami Kokubunji tempel werd in de Naraperiode, in opdracht van keizer Shōmu, gebouwd en bracht de omgeving tot bloei.
In 1898 werden Ebina en Arima dorpen en in 1955 werden deze samengevoegd tot de gemeente Ebina.
Ebina werd op 1 november 1971 een stad (shi).

## Verkeer
Ebina ligt aan de Sagami-lijn van de East Japan Railway Company, de Odawara-lijn van Odakyū Elektrische Spoorwegmaatschappij en de Sagami-hoofdlijn van de Sagami Spoorwegmaatschappij.
Ebina ligt aan de Tomei-autosnelweg en aan de nationale autoweg 246 en 468 en aan de prefecturale wegen 22, 40, 42, 43, 46, 51, 406, 407 en 408.

## Bezienswaardigheden
- Sagami Kokubunji, deze provinciale tempel van de voormalige provincie Sagami is nationaal erfgoed;
- Ebina filmfestival, wordt jaarlijks in de herfst gehouden.

## Aangrenzende steden
- Fujisawa
- Yamato
- Atsugi
- Zama
- Ayase
- Samukawa

## Geboren in Ebina
- Akiko Kijimuta (雉子牟田明子, Kijimuta Akiko), tennisster
- Naoko Kijimuta (雉子牟田 直子, Kijimuta Naoko, tennisster